# Музей «Конец века»
Музей «Конец века» (фр. Le musée Fin de siècle) — музей искусства ар-нуво, или модерна, конца XIX — начала XX века, подразделение Королевских музеев изящных искусств Бельгии. Расположен в Брюсселе.
Музей, открытый 6 декабря 2013 года, частично заменяет Королевский музей современного искусства в Брюсселе (Musée royal d’art moderne à Bruxelles), закрытый 1 февраля 2011 года, несмотря на сильное противодействие со стороны художественных кругов, и частично размещается в его бывших залах.

## История и коллекции музея
История музея восходит к 1868 году, времени основания «Вольного общества изящных искусств» (Société libre des beaux-arts). В коллекции музея представлены произведения большинства крупнейших бельгийских художников второй половины XIX века, в том числе живописцев и графиков, входивших в «Общество XX», или «Свободная эстетика». Среди бельгийских живописцев — Анри ван де Велде, Фернан Кнопф, Джеймс Энсор, Тео ван Рейссельберге, Леон Спиллиарт, Жан Дельвиль, Анри де Гру и Фелисьен Ропс.
В музее также представлены несколько скульптурных произведений Константина Менье, Жоржa Минне, Жюльена Дилленса, Шарля Ван дер Стаппена и Жефа Ламбо. Также представлены работы нескольких архитекторов и ювелиров, в том числе Виктора Орта, Анри Ван де Вельде и Филиппа Вольферса.
Из небельгийских художников представлены произведения Поля Гогена, Огюстa Роденa, Пьера Боннара, Винсента Ван Гога, Эдварда Бёрн-Джонса и Поля Синьяка.
Музей также является выставочной площадкой для коллекции «Gillion-Crowet», которая включает образцы мебели в «стиле модерн», а также произведения Луи Мажореля, Альфонса Мухи, Густава-Адольфа Моссы, Фернана Кнопфа, Карлоса Швабе, Эмиля Фабри и многих других.

## Галерея

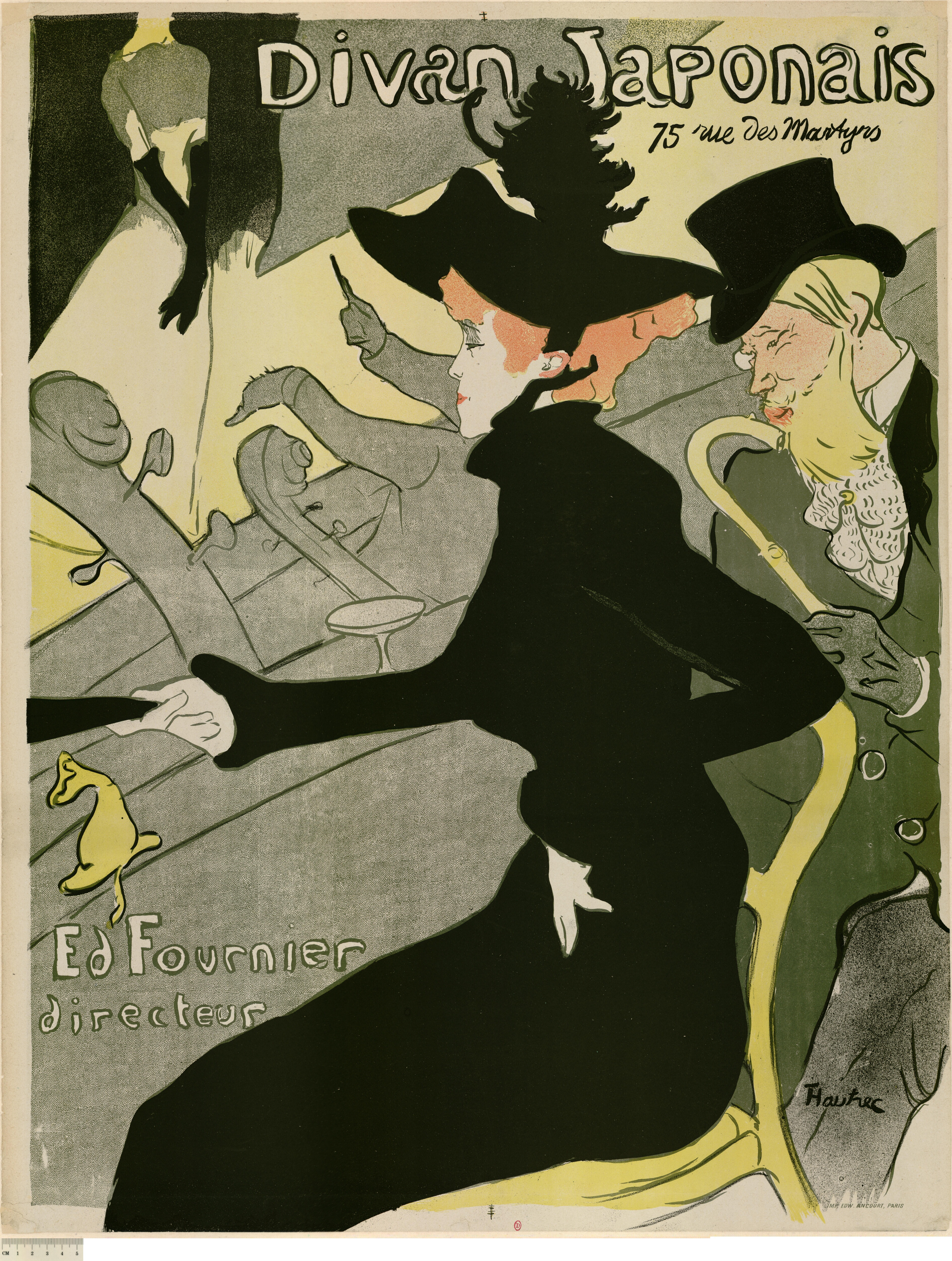
А. де Тулуз-Лотрек. Японский диван. Плакат. 1893. Хромолитография
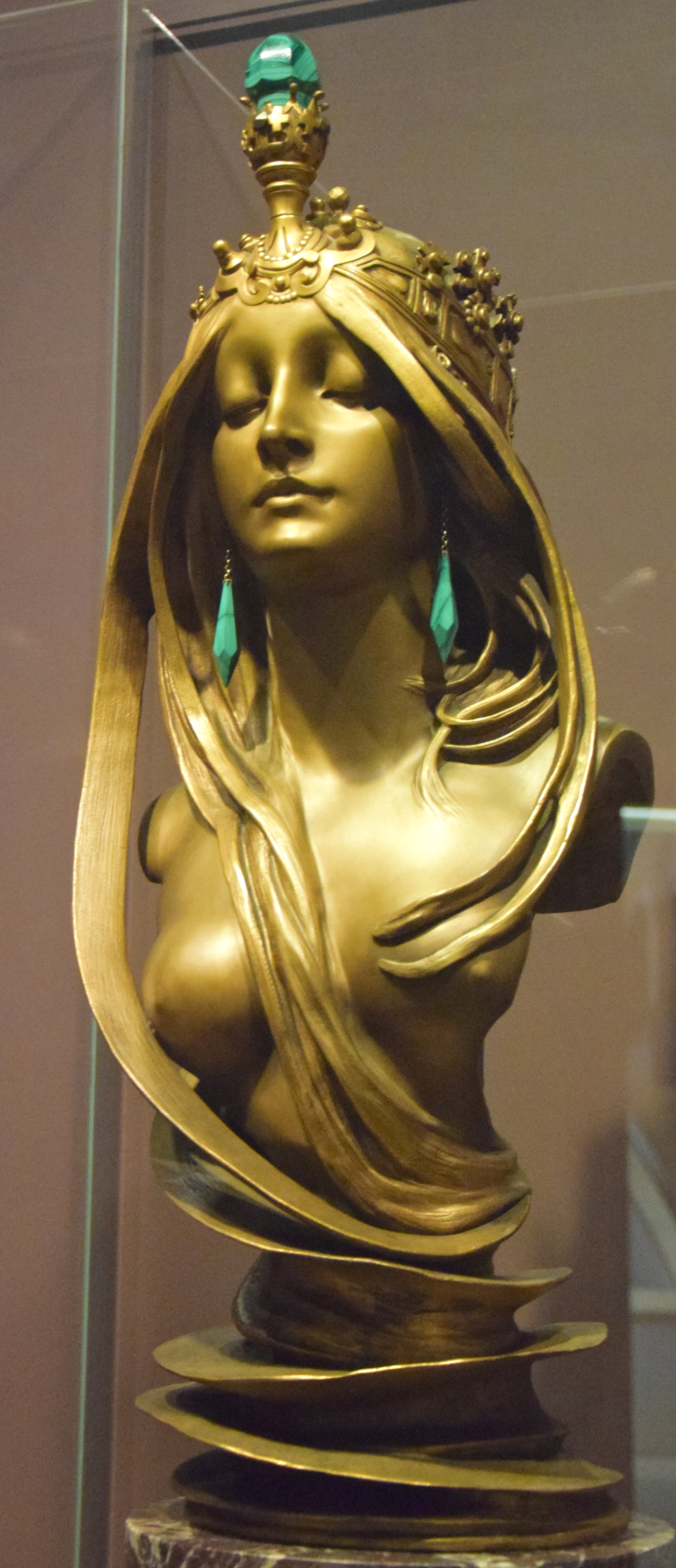
А. Муха. Природа. Ок. 1900. Бронза, малахит
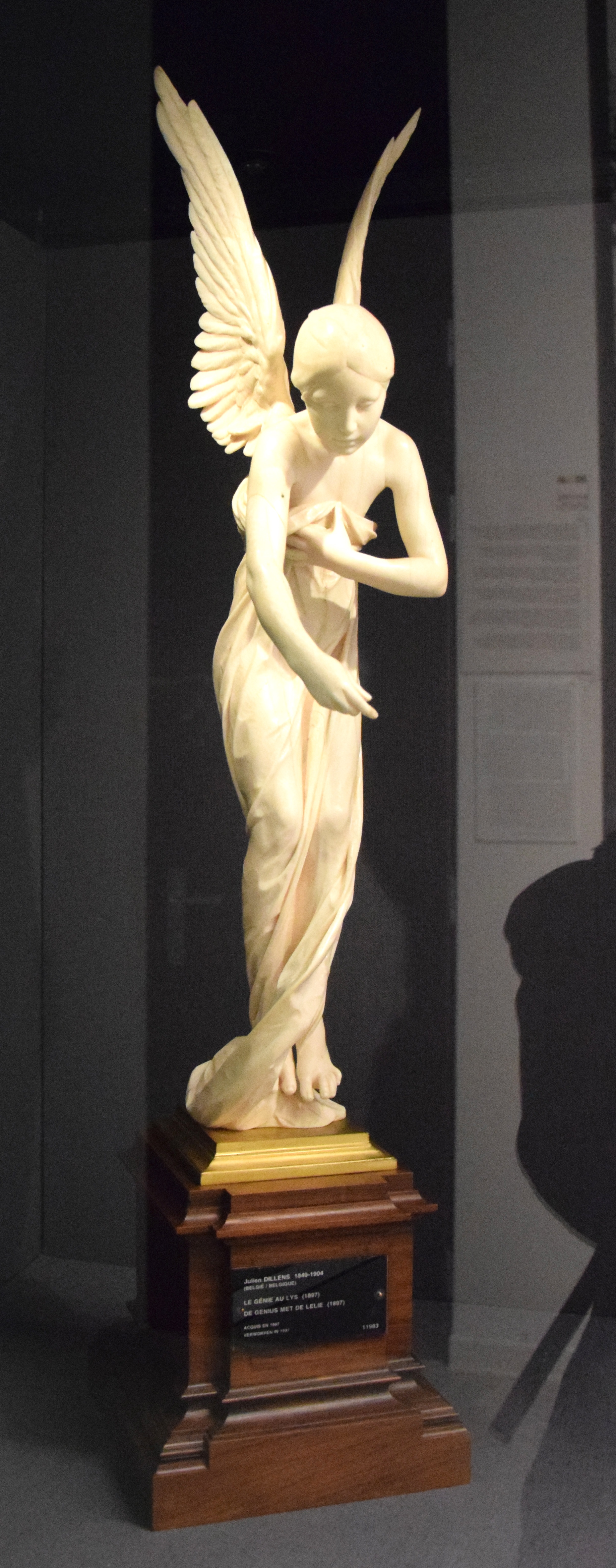
Ж. Дилленс. Гений лилии.
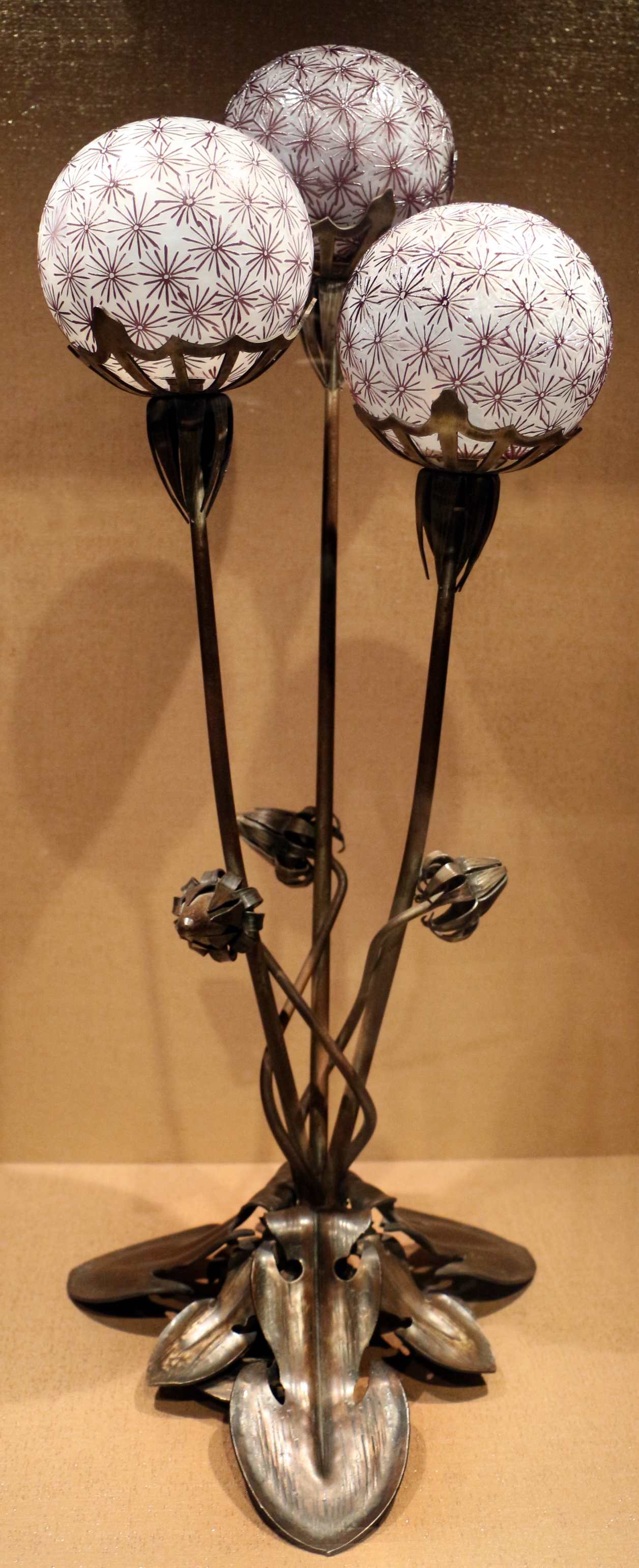
A. Дом и Л. Мажорель. Светильник. 1902
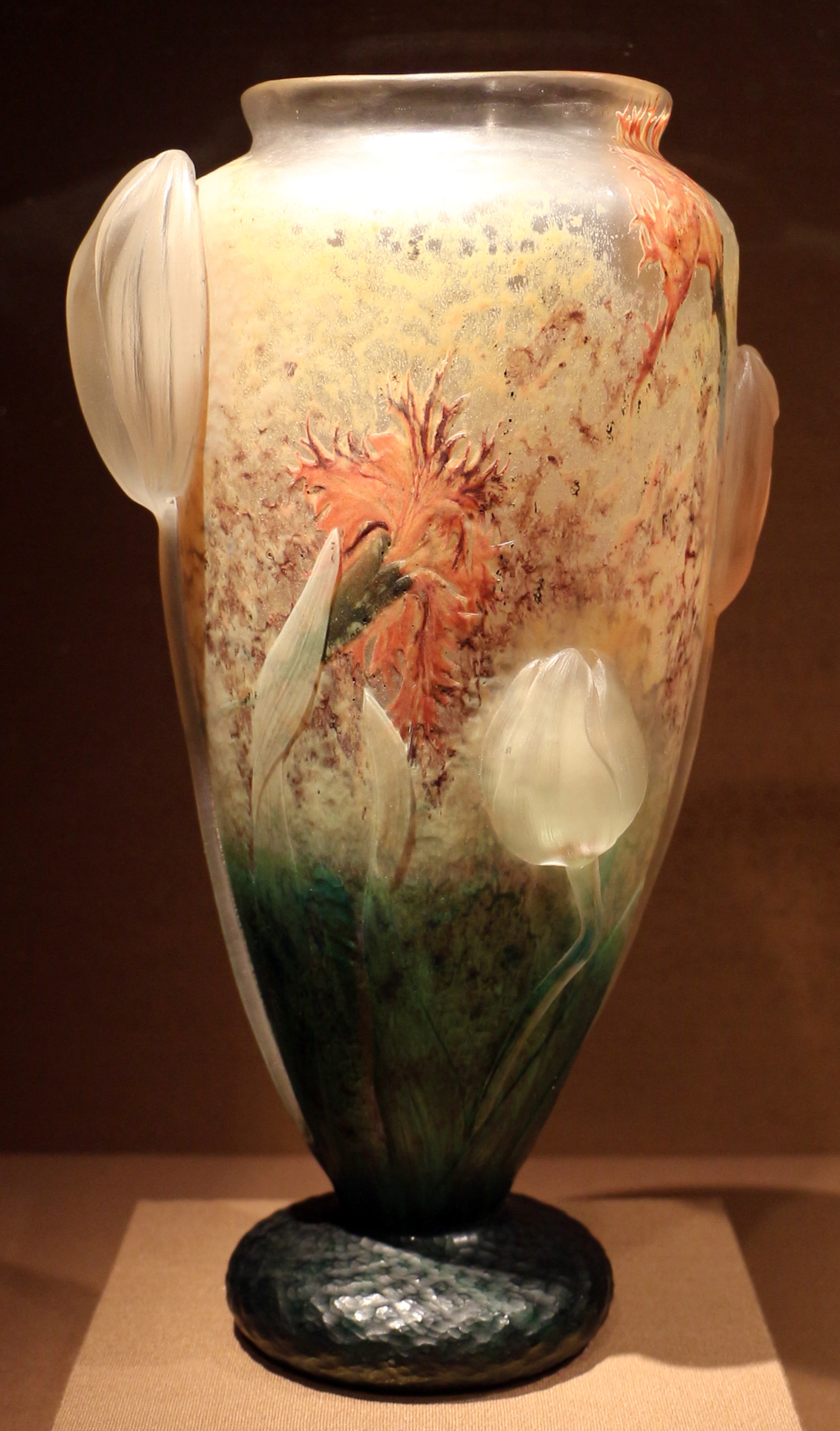
А. Дом. Ваза «Тюльпан». 1910. Стекло
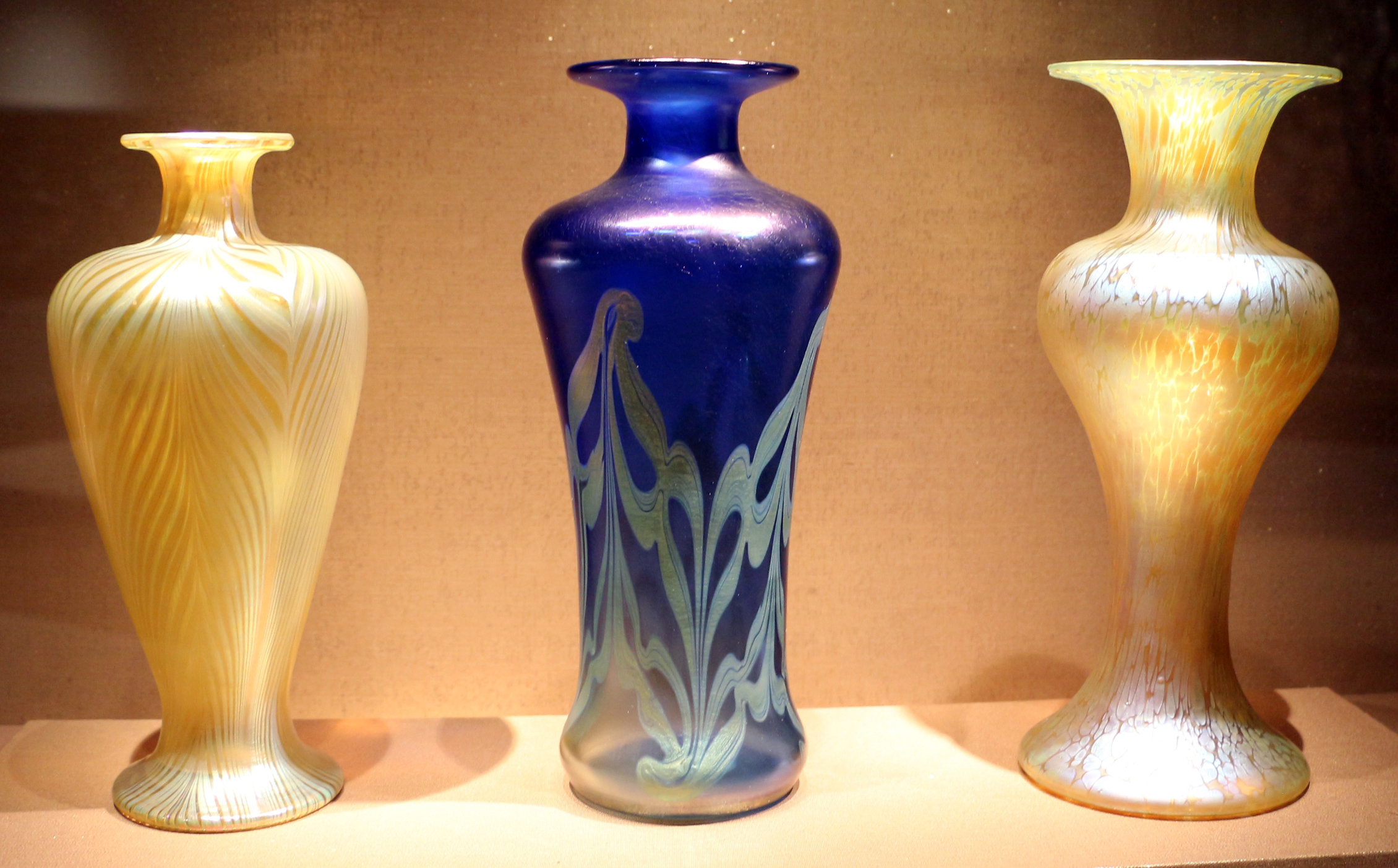
Три вазы. 1900. Стекольная фабрика «Вдова Йоханна Лётца»